# La doble hélice
La doble hélice: una reseña autobiográfica sobre el descubrimiento del ADN (título original: The Double Helix : A Personal Account of the Discovery of the Structure of DNA) es un recuento personal publicado en 1968 por el biólogo molecular estadounidense James D. Watson acerca de los eventos acontecidos en torno al descubrimiento de la estructura de la molécula del ADN en la década de 1950.
En 1998, la editorial Modern Library colocó a La doble hélice en el número 7 en su lista de los 100 mejores libros de no ficción del siglo XX. En el 2012, la Biblioteca del Congreso de Estados Unidos calificó a La doble hélice como uno de los 88 libros que dieron forma a los Estados Unidos.
Aunque es un libro importante acerca de un tema de suma importancia, fue y sigue siendo una reseña controversial. Aunque originalmente iba a ser publicado por Harvard University Press, la universidad donde trabajó Watson, Harvard declinó el acuerdo después de recibir protestas de Francis Crick y Maurice Wilkins, los coautores del descubrimiento de la estructura del ADN. En su lugar, fue publicada por Atheneum en los Estados Unidos y por Weidenfeld & Nicolson en el Reino Unido.
Las memorias íntimas acerca de un descubrimiento científico eran inusuales al momento de su publicación. El libro ha sido aclamado por su punto de vista altamente personal sobre el trabajo científico, aunque su autor aparentemente sólo se preocupaba por la gloria de la primicia y la apropiación de datos obtenidos por otros científicos a fin de ser el primero. También ha sido criticado como un libro excesivamente sexista respecto a Rosalind Franklin, otra participante en el descubrimiento, quien ya había fallecido cuando Watson escribió el libro.[cita requerida]
Los eventos descritos en el libro fueron dramatizados en un programa de televisión de la BBC, llamado Life Story (conocido como La carrera por la doble hélice en los Estados Unidos).[cita requerida]

## Críticas
En 1980, una edición de La doble hélice publicada por Norton y editado por Gunther Stent analizó los acontecimientos durante la publicación inicial del libro. Esta edición presenta varias reseñas positivas y negativas del libro, escritas por personalidades como Philip Morrison, Richard Lewontin, Alex Comfort, Jacob Bronowski y más análisis a profundidad de Peter Medawar, Robert K. Merton, y Andre Lwoff. Erwin Chargaff no concedió su permiso para reimprimir su reseña antipática publicada en Science en su edición del 29 de marzo de 1968, pero sí están incluidas las cartas escritas como réplica de Max Perutz, Maurice Wilkins y del propio Watson. También aparecen retrospectivas de la edición de 1974 de Nature escritas por Francis Crick y Linus Pauling, así como un análisis del trabajo de Franklin por su alumno Aaron Klug. La edición de Norton concluye con el artículo sobre la estructura del ADN que se publicó en Nature en 1953.

## El trabajo de Rosalind Franklin según Watson
En el libro Rosalind Franklin y el ADN, la autora Anne Sayre critica duramente la reseña de Watson. Ella asegura que el libro de Watson no dio una descripción neutral acerca de Rosalind Franklin y de la naturaleza de sus interacciones con Maurice Wilkins en el King's College de Londres. El libro de Sayre pone en duda la ética implicada en el uso que dieron Watson y Crick de algunos de los resultados de Franklin y si se le dio la atribución adecuada. Watson tuvo contacto muy limitado con Franklin mientras ella trabajaba en la estructura de la molécula de ADN. Al ofrecer más información acerca de la vida de Franklin que la que se incluyó en el libro de Watson, Sayre ofrece una perspectiva diferente acerca del papel de Franklin en el descubrimiento de la estructura del ADN (véase Rosalind Franklin - La investigación sobre el ADN).[cita requerida]
En el prefacio de su libro, Watson explica que está describiendo sus impresiones mientras los eventos descritos ocurrían y no al momento de escribir el libro. En el epílogo, Watson escribe: "Ya que mis impresiones iniciales acerca de [Franklin], tanto científicas como personales (tal y como están registradas en las primeras páginas de este libro) fueron erróneas, quiero decir algo aquí acerca de sus logros." Describe entonces su buen trabajo y, a pesar de ello, los obstáculos que enfrentó como mujer en el campo de la ciencia. También reconoció que le llevó años sobreponerse a sus diferencias antes de apreciar la generosidad e integridad de Franklin.[cita requerida]

## Edición anotada e ilustrada
En noviembre del 2012, Simon & Schuster publicó, en asociación con Cold Spring Harbor Laboratory Press, una edición anotada e ilustrada del libro, editada por Alex Gann y Jan Witkowski. La nueva edición coincidió con el 50 aniversario del otorgamiento del Premio Nobel de 1962 en fisiología o medicina a Francis Crick, James D. Watson y Maurice Wilkins, y contiene más de trescientas anotaciones sobre los eventos y personas descritos, con cartas facsímiles y fotografías contemporáneas, muchas de ellas inéditas. Sus fuentes incluyen correspondencia de Crick recién descubierta, los artículos de Frankln, Pauling y Wilkins, además de un capítulo eliminado de la edición original en el que se describían las vacaciones de Watson en los Alpes italianos en 1952. La edición recibió críticas favorables en el New York Times escritas por Nicholas Wade, quien comentó: "cualquiera que quiera entender la biología moderna y la genómica difícilmente encontrará un mejor punto de inicio que el descubrimiento de la estructura del ADN, en lo cual se basa casi todo lo demás". Esta edición incluye varios apéndices, e incluye cartas de Crick y Watson en la que relatan el descubrimiento por primera vez, un capítulo inédito, un relato de la controversia en la publicación original y la reseña negativa del difunto Erwin Chargaff del número del 29 de marzo de 1968 de Science, para la que había negado la petición de reimpresión en la edición de 1980 de Norton, editada por Gunther Stent. El libro no incluye los recortes del News Chronicle, Varsity y dos del New York Times de mayo y junio de 1953 acerca del descubrimiento de la estructura del ADN, ni tampoco la carta de Crick del 13 de abril de 1967 está incompleta.